# 分離板塊邊緣
分離板塊邊緣（divergent boundary）又稱建設性板塊邊界，是地殼由於張力作用向兩側擴張延伸，地函上部經熔融作用冒出產生新的岩石圈。
這個地區成為大陸的末端，最終形成大洋盆地。大陸板塊移離成為裂谷，而海洋板塊移離則成為中洋脊。熔岩在板塊間流出冷卻，形成盾狀火山和火山島。

## 例子
- 大西洋中脊
- 東太平洋海隆
- 加科爾山脊
- 探險家海嶺
- 太平洋-南極洋脊